# Sveriges Radio
Sveriges Radio AB je švédský státní rozhlasový vysílatel s veřejnoprávním statusem. Sveriges Radio je akciová společnost vlastněná nezávislou nadací. V minulosti byla financována z koncesionářského poplatku, o jehož výši rozhodoval švédský parlament (Riksdag). Od 1. ledna 2019 je Švédský rozhlas financován ze státního rozpočtu. Reklama v jeho vysílání není povolena.

## Vysílání
Společnost spravuje čtyři celoplošné rozhlasové stanice: P1, P2, P3 a P4. Na jedničce dominují zprávy a debaty, prakticky se nevysílá hudba. Dvojka vysílá klasickou hudbu, folk, jazz a world music. Trojka především populární hudbu a je zaměřena na mladé. Čtyřka nabízí zábavu spíše starší generaci a hojně se věnuje též sportu. Vedle toho je pod značkou P4 organizována síť mnoha lokálních stanic (P4 Göteborg, P4 Kristianstad atp.). Na internetu Sverige Radio provozuje například finskojazyčný kanál nebo stanici v laponštině. Společnost má také mezinárodní vysílání SR International, které funguje v angličtině, arabštině, perštině, kurdštině, romštině, ruštině, somálštině, ukrajinštině a tigrajštině. V roce 2010 oznámilo SR International ukončení vysílání na krátkých a středních vlnách.

## Historie
Společnost, která byla založena 21. března 1924 konsorciem novinových společností, tiskové agentury TT a výrobců rádií, uskutečnila své první vysílání 1. ledna 1925: šlo o přenos velké mše z kostela svatého Jakuba ve Stockholmu. V roce 1957 byla společnost přejmenována na Sveriges Radio. Původně byla zodpovědná za veškeré vysílání ve Švédsku, jak rozhlasové, tak televizní, ale v roce 1979 došlo k reorganizaci, jejímž hlavním výsledkem bylo rozdělení televizního a rozhlasového vysílatele. Odštěpeno bylo také lokální rozhlasové vysílání, ale to bylo v roce 1993 znovu přičleněno ke Sveriges Radio.

## Financování
Do roku 2018 byla společnost financována z koncesionářských poplatků. Od roku 2019 se používá systém financování médií z podílů na zdanitelných příjmech závazný pro každého občana staršího 18 let včetně důchodců. Při každém daňovém přiznání finanční úřad strhne 1 % z odvedené daně ze zdanitelného příjmu. Zákon zároveň stanoví maximální roční zdanitelný příjem, pro který toto platí a pevnou sazbu, která je odvedena z příjmu vyššího. V roce 2025 byl tento nejvyšší roční zdanitelný příjem 124 930 švédských korun a pevná sazba při vyšším příjmu 1 249 švédských korun. Média nefinancují právnické osoby a firmy, na občany závislé na státních dávkách se vztahuje výjimka z tohoto systému. Finanční správa každý měsíc vybrané podíly na média převádí na zvláštní účet, ze kterého si své příjmy přerozdělují všechny tři veřejnoprávní média v zemi (Sveriges Radio, dále Sveriges Television a Utbildningsradio). Účet je veden nezávisle na státním rozpočtu, aby byly minimalizovány politické zásahy a zároveň je zakázáno použít prostředky na tomto účtu na jiné účely než financování médií.